# 今井絵理子 HOT LINK
今井絵理子 HOT LINK（いまいえりこ ホットリンク）は、2000年10月から2003年3月までTBSラジオなどJRN系列各局で放送されていたラジオ番組。今井絵理子がパーソナリティを務めた。

## 概要
放送時間はTBSラジオのみ月曜深夜（火曜午前）0:00 - 1:00（2002年5月から最終回までは、5分番組「セインカミュ・RAIJIN Junk English」放送のため、0:00 - 0:55までに短縮）で、ネットしていたJRN系列のラジオ局では同じ月曜深夜（火曜午前）3:00 - 4:00（こちらも2002年5月から最終回までは上記番組のため、3:05 - 4:00までに短縮）。
2000年10月2日に「Be@t B@by!! 今井絵理子 HOT LINK（ビートベイビー いまいえりこ ホットリンク）」として放送スタート。この番組が彼女の初のソロレギュラーでのラジオ番組となった。2002年4月にBe@t B@by!!枠がJunk枠に変更されたため、「月曜Junk 今井絵理子 HOT LINK（げつようジャンク いまいえりこ ホットリンク）」へタイトルを改めた。2003年3月24日の放送をもって終了。130回目の放送だった。
番組開始当初はEriko with CrunchのCrunch（クランチ）のメンバーを迎えての企画もあった。
スタジオを飛び出して放送することも多かった。

## 主なコーナー
- エリ広辞苑

リスナーから薀蓄を募集するコーナー。「紅白エリ広辞苑大会」も開催された。
- エリコンピ

テーマに合う曲を選曲した。
- はがきアタック

いわゆる「ふつおた」のコーナー。
- 気まずい

リスナーから送られてきた「気まずい」体験を紹介する。コーナーの終わりでは、今井自身も体験を語る。
- ○○歳の約束（○○の部分は今井の年齢とともに変わった。）

今井と同じ年齢のリスナーからの悩み相談にのった。
- 秘密警察エリコップ
- 一言リンク集
- また、スペシャルウィーク（聴取率調査週間）の際には「○○のリンクリンクスペシャル」と題してゲストを迎えての放送を行った。その際、今井とゲストが対決を行い、勝つと負けたほうのレギュラー番組（TBSラジオでなくてもよい）の選曲をするといったこともやっていた。

## 主なゲスト
- 島袋寛子（初めてのゲスト）
- HITOE
- 上原多香子
- 宇多田ヒカル
- MAKOTO
- RIZE
- 平井堅
- 坂本昌行
- 知念里奈
- 秋山純
- 中島美嘉
- 野村萬斎
- 坂本ちゃん